# Phasmophaga phasmophagae
Phasmophaga phasmophagae är en tvåvingeart som först beskrevs av Cortes 1968.  Phasmophaga phasmophagae ingår i släktet Phasmophaga och familjen parasitflugor. Inga underarter finns listade i Catalogue of Life.